# Пилявський Андрій Борисович
Андрі́й Бори́сович Пиля́вський (нар. 4 грудня 1988, Київ) — український футболіст, захисник.

## Життєпис
Андрій Пилявський народився 4 грудня 1988 року в Києві. Батько займався футболом на аматорському рівні. Недалеко від його будинку був спортивний клуб «Дружба» й у віці 7 років батько записав його до футбольної секції. У команді він тренувався зі старшим братом до 12 років.
Пізніше на турнірі в Керчі його помітили селекціонери донецького «Шахтаря» й запросили у клуб. У 13 років він переїхав до Донецька. У команді виступав протягом трьох років. У ДЮФЛ виступав за АТЕК, «Шахтар» і київський «Арсенал».
У 2007 році підписав контракт із київським «Арсеналом», хоча до цього міг перейти у дніпропетровський «Дніпро». Провівши за дублювальний склад 3 матчі, незабаром він отримав травму коліна й за цієї причини з ним був розірваний контракт. Пізніше він підтримував форму граючи в чемпіонаті Київської області та міг перейти до футбольного клубу «Княжа».
Узимку 2009 року він перейшов у «Нафком», куди його запросив Олег Федорчук. У команді він провів півроку, зігравши 9 матчів, у яких забив 2 голи. Після того як «Нафком» припинив існування, він перейшов разом із Федорчуком у вінницьку «Ниву». У сезоні 2009/10 разом із командою став срібним призером Другої ліги України й вийшов у Першу лігу. У тому ж сезоні разом із командою виграв перший Кубок української ліги, де у фіналі «Нива» обіграла «Гірник-спорт» — 4:0. У складі «Ниви» він провів 38 матчів і забив 4 м'ячі.
У січні 2011 року підписав трирічний контракт з ізраїльським «Маккабі» з Хайфи. Міг перейти в луцьку «Волинь». 22 січня 2011 дебютував у чемпіонаті Ізраїлю в домашньому матчі проти «Бней Єгуди» — 1:0. У сезоні 2010/11 разом із командою став чемпіоном Ізраїлю, Пилявський у цьому сезоні провів 11 матчів. У Кубку Ізраїлю «Маккабі» дійшов до фіналу. У півфіналі «Маккабі» грав із «Маккабі» з Нетанії (2:3), у складі цієї команди грав інший українець — Сергій Третяк. У фіналі «Маккабі» поступився «Хапоелю» з Тель-Авіва — 0:1. Улітку уклав контракт із «Бейтаром» (Єрусалим), де через отриману травму зміг дебютували лише в 10-му турі чемпіонату сезону 2011/2012.
24 лютого 2014 року був уперше викликаний до лав збірної України для підготовки до матчу зі збірною США.
Улітку 2014 року повернувся на батьківщину, підписавши трирічний контракт із луганською «Зорею».
10 лютого 2016 року перейшов в російський клуб «Рубін», але в новій команді закріпитись не зумів. Наприкінці липня 2016 року на умовах оренди став гравцем полтавської «Ворскли», проте зігравши лише 8 матчів в чемпіонаті вже у грудні того ж року залишив «зелено-білих».
У лютому 2017 року перейшов на правах оренди терміном на один рік до луганської «Зорі». Взимку 2018 року Пилявський повернувся до «Рубіна», будучи травмованим, і вже 17 лютого контракт гравця з російським клубом було розірвано.

## Досягнення
- Володар кубка Ліги України: 2009/10
- Чемпіон Ізраїлю: 2010/11
- Фіналіст кубка Ізраїлю: 2010/11